# Associação de Voleibol das Bermudas
A Associação de Voleibol das Bermudas  (em inglêsːBermuda Volleyball Association,BVA) é  uma organização fundada em 1984 que governa a pratica de voleibol em Bermudas, sendo membro da Federação Internacional de Voleibol e da Confederação da América do Norte, Central e Caribe de Voleibol, a entidade é responsável por  organizar  os campeonatos nacionais de  voleibol masculino e feminino no país.